# Бабатана
Бабатана (East Choiseul, Mbambatana, Sisiqa) — основной австронезийский язык, на котором говорят в провинции и острове Шуазёль на Соломоновых островах. Хотя местной является территория береговой линии Южный Шуазёль между территориями Мангго-Бей и Сепа, использование этого языка распространилось на большом острове Шуазёль, и это, в общем, понятно много также, как пиджин Соломоновых Островов распространился по провинции в качестве второго или третьего языка.
Бабатана имеет диалекты авасё, бабатана, катази, куборо (кумборо), лёмаумби, сенган (сенга, сенгга, сисингга), также связан с языком ририо.